# André Weil
André Weil   (París, 6 de maig de 1906 - Princeton, 6 d'agost de 1998) fou un important matemàtic francès, reconegut pels seus treballs en els camps de la Teoria de nombres, la Teoria de grups i en la Geometria algebraica. També és conegut pels seus coneixements orientals, essent traductor del 'Bhagavad Gita' del seu sànscrit original. Era germà de la filòsofa i pensadora francesa Simone Weil.
Va estudiar a l'École Normale Supérieure i a la Universitat de Göttingen, i va obtenir el seu doctorat l'any 1928 a París sota la direcció d'Hadamard. Juntament amb Jean Dieudonné i altres, va ser un dels membres fundadors del grup N. Bourbaki que a mitjans del segle xx va intentar una interpretació unificada de les matemàtiques sota la Teoria de Conjunts.
Abans de la Segona Guerra Mundial va ser catedràtic de matemàtiques a la Universitat de Aligahr (India). Durant la guerra va tenir diversos problemes degut a la seva ascendència jueva i a la seva col·laboració amb matemàtics russos com Lev Pontryagin, havent estat a la vora de ser executat per espionatge a Finlàndia l'any 1939, cosa que no va succeir gràcies a la intervenció del matemàtic Rolf Nevanlinna que era coronel honorari de l'exèrcit finès. Al retornar a França va ser empresonat i, després de servir a l'exèrcit durant un breu temps, tota la família se'n va anar als Estats Units, on va ser professor al Haverford College i al Swarthmore College de Pennsilvània (1941-1945). El 1945 va acceptar una plaça a la Universitat de Sao Paulo fins al 1947 en què es va traslladar a la Universitat de Xicago on va restar fins al 1958. A partir d'aquesta data va treballar a l'Institut d'Estudis Avançats de Princeton del que va ser nomenat professor emèrit al jubilar-se el 1976.
Després de la seva jubilació va romandre a Princeton on va morir, no sense haver escrit abans un encantadora autobiografia: 'Souvenirs d'apprentissage' (Records d'aprenent).